# Octopus tehuelchus
El pulpito tehuelche (Octopus tehuelchus) es una especie de molusco cefalópodo de la familia Octopodidae, endémico de aguas templadas del suroeste del océano Atlántico. Se distribuye desde el Sur de Brasil (30°S) hasta el norte de la Patagonia argentina (43°-44°S), y su mayor densidad poblacional se registra en las zonas intertidales y subtidales someras del Golfo San Matías.

## Descripción

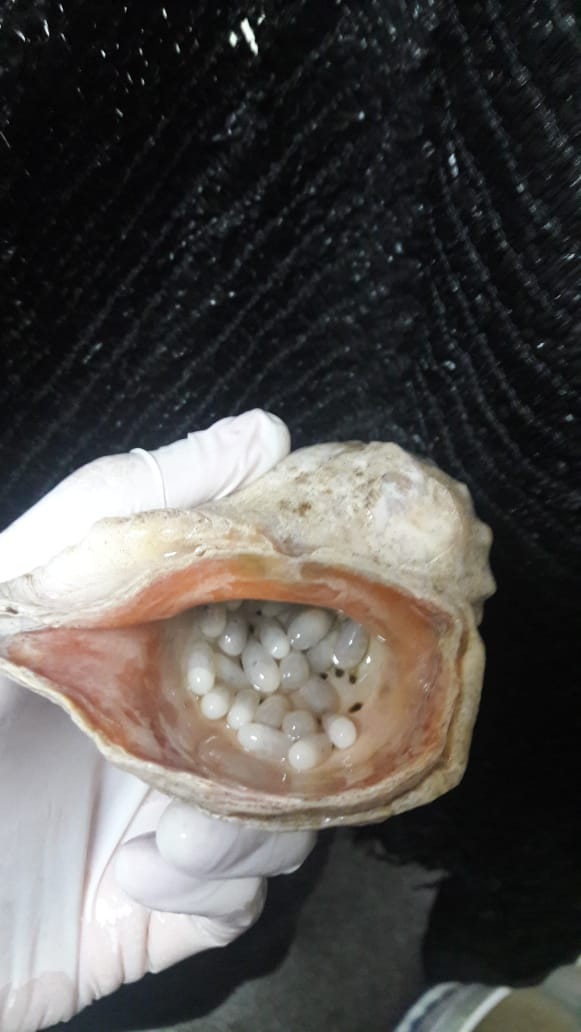
Puesta de huevos de O. tehuelchus.

La longitud total es de veinte a treinta centímetros y el peso de aproximadamente doscientos gramos. La cabeza es un poco más estrecha que el manto, con ojos prominentes. La longitud de los brazos representa de dos tercios a tres cuartos del total del cuerpo.  

## Ciclo de vida
El pulpito tehuelche es una especie de pulpo de pequeño tamaño que produce huevos de gran tamaño. La puesta de huevos se produce entre el otoño y el invierno, cuando descienden las temperaturas, y se ponen alrededor de doscientos huevos. El desarrollo embrionario puede requerir unos cuatro meses a una temperatura ambiente que fluctúa entre los 4 y los 19 °C, por lo que las crías emergen desde la primavera hasta principios del verano (el pico se alcanza alrededor de octubre). Los juveniles crecen durante el verano, y 17-18 meses después de la eclosión (de finales de verano a principios de otoño) alcanzan su tamaño máximo. El apareamiento se produce en verano.

## Hábitat
Habita en zonas intermareales y submareales poco profundas, sobre suelo rocoso o arcilloso.

## Distribución
Se distribuye en la costa del océano Atlántico desde el sur de Brasil hasta el golfo San Matías en la Patagonia argentina.